# Werner Sauter
Werner Sauter (* 4. März 1950 in Ehingen (Donau)) ist ein deutscher Pädagoge, Autor von Sachbüchern und Professor. Er gilt als Experte für kompetenzorientierte Lernsysteme.

## Leben und Wirken
Werner Sauter ist gelernter Bankkaufmann und hat ein Studium der Wirtschaftswissenschaft an der Universität Konstanz absolviert mit Abschluss im Jahre 1974 als Diplom-Volkswirt. Es folgte ein Referendariat für berufliche Schulen, das 2. Staatsexamen sowie 1993 die Promotion in Pädagogischer Psychologie an der Pädagogischen Hochschule Weingarten.
Seine beruflichen Erfahrungen im Bildungsbereich sammelte er zunächst als Berufsschullehrer, Personalentwicklungsleiter einer Landesbank, als Fachleiter an einer Dualen Hochschule sowie als Führungskraft und Berater. Er war als Dozent für Bankbetriebslehre und Volkswirtschaftslehre sowie Human Resource Management und Führung an verschiedenen Hochschulen tätig. Weiterhin wirkte er als Organisator von Kongressen zur Kompetenzentwicklung und trat als Referent sowie als Moderator auf in verschiedenen Kongressen und Symposien zu den Themenbereichen Human Resource Management und Kompetenzentwicklung mit Blended Learning mit Social Software (Web 2.0).
Sauter war auf seinem Fachgebiet ein aktiver Gründer von mehreren Unternehmen. So gründete er ein eigenes E-Learning-Unternehmen und war dessen Vorstand. Weiterhin gründete er an der Steinbeis-Hochschule Berlin das Institut E-Business und Management und wurde dessen Leiter. 2007/2008 gründete er die Blended Solutions GmbH in Berlin, ein Beratungsunternehmen für Bildungssysteme.
Sauter berät in erster Linie Unternehmen und Bildungsanbieter bei der Konzipierung, Umsetzung und Implementierung kompetenzorientierter Lernsysteme.
Auf dem Fachgebiet innovativer Lernsysteme publizierte Sauter eine Vielzahl an Büchern und Fachartikeln. Er wurde als Professor an die 2009 gegründete Duale Hochschule Baden-Württemberg Heidenheim berufen.
Sauter ist Mitglied der Corporate Learning Community sowie seit 2018 gewähltes Mitglied der Leibniz-Sozietät der Wissenschaften zu Berlin. Auf dem Blog von Blended Solutions schreibt er regelmäßig zu Themen im Bereich innovativer Lernarrangements.

## Veröffentlichungen (Auswahl)
Sauter veröffentlichte eine Vielzahl von Buchbeiträgen zur Didaktik und Methodik beruflicher und betrieblicher Bildungssysteme und von Fachartikeln sowie seit 1982 nahezu 100 Fachbücher als Autor und Koautor zur Aus- und Weiterbildung in den Bereichen BWL/VWL, Führung/Management und Kompetenzentwicklung mit innovativen Lernsystemen.
- mit Hermann-Josef Wolf: Allgemeine Wirtschaftslehre. Wiesbaden, Gabler Schulbuch 1982, ISBN 978-3-409-97336-6.
- mit Gerhard Diepen: Wirtschaftslehre für den Bankkaufmann.  Wiesbaden, Gabler 1985, ISBN 978-3-409-97700-5;  2. Auflage 1989, ISBN 978-3-409-97701-2;  3. Auflage 1991, ISBN 978-3-409-97702-9.
- Lehraufgabenprogramm für den Bankkaufmann - entscheidungsorientierte Fallsammlung zur speziellen Bankbetriebslehre mit Aufgaben zum Schriftverkehr.  Wiesbaden, Gabler 1987, ISBN 978-3-409-19707-6.
- mit Erich Herrling, unter Mitarbeit von Gerhard Diepen: Buchführung für den Bankkaufmann - mit Kosten- und Leistungsrechnung.  Wiesbaden, Gabler 1987, ISBN 978-3-409-97720-3.
- mit Ernst Findeis: Spezielle Betriebswirtschaftslehre - Groß- und Außenhandel.  Neusäss, Kieser 1989.
- mit Thomas Hofmann: Das Grundbuch im Kreditgeschäft.  Wiesbaden, Gabler 1989, ISBN 978-3-409-14005-8.
- mit Alexander Sprötge: Volks- und Betriebswirtschaftslehre.  Neusäss, Kieser 1990, ISBN 978-3-8242-7702-5.
- mit Ernst Findeis: Allgemeine Wirtschaftslehre - Einzelhandel.  Neusäss, Kieser 1990, ISBN 978-3-8242-7707-0.
- Grundlagen des Bankgeschäftes.  Frankfurt am Main, Frankfurt-School-Verlag 1994, 3. Auflage, ISBN 978-3-9802586-0-9,  8. Auflage 2006, ISBN 978-3-933165-66-4,  9. Auflage 2010, ISBN 978-3-933165-66-4.
- mit Annette M. Sauter: Blended learning - effiziente Integration von E-Learning und Präsenztraining.  Neuwied; Kriftel (Taunus), Luchterhand 2002, ISBN 978-3-472-04469-7; zusätzlich mit Harald Bender: 2. Auflage, Unterschleißheim/München, Luchterhand 2004, ISBN 978-3-472-05592-1.
- Werner Sauter und 15 Mitwirkende: Vom Wissen zum Handeln. Ansätze zur Überwindung der Theorie-Praxis-Kluft in Schule und Erwachsenenbildung.  Pädagogische Hochschule Weingarten, Lehrstuhl Psychologie. Saarbrücken, Universitäts- und Landesbibliothek 2007, ISBN 3-9806975-9-2.
- mit John Erpenbeck: Kompetenzentwicklung im Netz – New Blended Learning mit Web 2.0. Köln, Luchterhand  2007, ISBN 978-3-472-07089-4.
- mit A. M. Kuhlmann: Innovative Lernsysteme – Kompetenzentwicklung mit Blended Learning und Social Software. Heidelberg, Springer 2008, ISBN 978-3-540-77830-1.
- Wirtschaftsrecht - digitales Seminar.  Berlin, TEIA-Internet-Akad., Lehrbuch-Verlag 2009, ISBN 978-3-939520-91-7.
- mit Roman Sauter und H.-D. Zollondz: Organisation und Technologiemanagement - digitales Seminar.  Berlin, TEIA-Internet-Akad., Lehrbuch-Verlag 2009, ISBN 978-3-942151-02-3.
- mit A. M. Kuhlmann: Allgemeine Betriebswirtschaftslehre - digitales Seminar.  Berlin, TEIA-Internet-Akad., Lehrbuch-Verlag 2009, ISBN 978-3-939520-76-4.
- mit Simon Sauter: Workplace learning - integrierte Kompetenzentwicklung mit kooperativen und kollaborativen Lernsystemen.  Berlin; Heidelberg, Springer 2013, ISBN 978-3-642-41417-6.
- mit J. Erpenbeck: So werden wir lernen! Kompetenzentwicklung in einer Welt fühlender Computer, kluger Wolken und sinnsuchender Netze. Berlin; Heidelberg, Springer Gabler 2013, ISBN 978-3-642-37181-3.
- mit S. Sauter: Workplace Learning - Integrierte Kompetenzentwicklung mit kooperativen und kollaborativen Lernsystemen. Berlin; Heidelberg, Springer 2013, ISBN 978-3-642-41417-6.
- mit J. Erpenbeck: Kompetenzentwicklung im Netz - New Blended Learning mit Web 2.0. Berlin, epubli 2014, ISBN 978-3-7375-1889-5.
- mit J. Erpenbeck: Stoppt die Kompetenzkatastrophe! Wege in eine neue Bildungswelt. Berlin; Heidelberg, Springer  2015, ISBN 978-3-662-48502-6,  2. Auflage 2019, ISBN 978-3-662-59676-0.
- mit J. Erpenbeck;  S. Grote;  L. v. Rosenstiel: Handbuch Kompetenzmessung. Erkennen, verstehen und bewerten von Kompetenzen in der betrieblichen, pädagogischen und psychologischen Praxis. Stuttgart, 3. Auflage 2015.
- mit J. Erpenbeck: Kompetenzentwicklung mit humanoiden Computern.  Die Revolution des Lernens via Cloud Computing und semantischen Netzen. Wiesbaden, Springer Gabler  2015, ISBN 978-3-658-09934-3.
- mit J. Erpenbeck: Wissen, Werte und Kompetenzen in der Mitarbeiterentwicklung - Ohne Gefühl geht in der Bildung gar nichts. Wiesbaden, Springer Gabler 2015, ISBN 978-3-658-09953-4.
- mit Ch. Scholz:  Von der Personalentwicklung zur Lernbegleitung - Veränderungsprozess zur selbstorganisierten Kompetenzentwicklung. Wiesbaden, Springer Gabler 2015, ISBN 978-3-658-10797-0.
- mit Ch. Scholz:  Kompetenzorientiertes Wissensmanagement - Gesteigerte Performance mit dem Erfahrungswissen aller Mitarbeiter. Wiesbaden, Springer Gabler 2015, ISBN 978-3-658-10534-1.
- J. Erpenbeck;  S. Sauter: E-Learning und Blended Learning - Selbstgesteuerte Lernprozesse zum Wissensaufbau und zur Qualifizierung. Wiesbaden, Springer Gabler 2015, ISBN 978-3-658-10174-9.
- mit J. Erpenbeck;  S. Sauter: Social Workplace Learning. Kompetenzentwicklung im Arbeitsprozess und im Netz in der Enterprise 2.0. Wiesbaden, Springer Gabler  2016, ISBN 978-3-658-10498-6.
- mit A. K. Staudt: Kompetenzmessung in der Praxis - Mitarbeiterpotenziale erfassen und analysieren. Wiesbaden, Springer Gabler  2015, ISBN 978-3-658-11903-4.
- mit F.-P. Staudt: Strategisches Kompetenzmanagement 2.0 - Potenziale nutzen - Performance steigern. Wiesbaden, Springer Gabler 2015, ISBN 978-3-658-11293-6.
- John Erpenbeck; Werner Sauter (Hrsg.): Handbuch Kompetenzentwicklung im Netz - Bausteine einer neuen Lernwelt.  Stuttgart, Schäffer-Poeschel Verlag 2017, ISBN 978-3-7910-3793-6.
- mit J. Erpenbeck: Wertungen, Werte - das Buch der gezielten Werteentwicklung von Persönlichkeiten.  Berlin, Springer 2019, ISBN 978-3-662-59114-7.
- mit J. Erpenbeck; R. Sauter: Werteerfassung und Wertemanagement - Gezielte Werteentwicklung von Persönlichkeiten, Teams und Organisationen. Wiesbaden, Springer Gabler 2020, ISBN 978-3-658-30195-8.